# Campeonato Carioca de Futebol de 2000 - Terceira Divisão
O Campeonato Carioca da Terceira Divisão de 2000 foi uma edição da terceira divisão do campeonato estadual de futebol profissional do Rio de Janeiro. A competição foi organizada pela Federação de Futebol do Estado do Rio de Janeiro (FERJ).
Foi campeão ao final das disputas, o Independente de Macaé, sendo vice-campeão o Anchieta.

## Participantes
- Esporte Clube Anchieta, do Rio de Janeiro
- Barra da Tijuca Futebol Clube, do Rio de Janeiro
- Associação Atlética Colúmbia, de Duque de Caxias
- Associação Esportiva Independente, de Macaé
- Esporte Clube Nova Cidade, de Nilópolis
- Rio das Ostras Futebol Clube, de Rio das Ostras
- Sport Club União, do Rio de Janeiro